# E-PR
e-PR to działania public relations, które skupiają się na narzędziach dostępnych w Internecie, w tym w mediach społecznościowych. Celem tych działań jest kształtowanie wizerunku oraz budowanie relacji. W przeszłości wykorzystywano również do opisania tych aktywności sformułowanie Internet Public Relations (Internet PR). Jest to funkcja zarządzania umożliwiająca komunikację pomiędzy danym podmiotem a jego otoczeniem zewnętrznym i wewnętrznym, o charakterze ciągłym i planowym, poprzez narzędzia sieci internet. Obecnie branża posługuje się coraz częściej sformułowaniem digital PR. 

## Charakterystyka
e-PR to działania w przestrzeni wirtualnej. W pierwszej dekadzie XXI wieku działania te określane były jako Internet Public Relations, aktualnie funkcjonują jako: Digital Public Relations. „Niezależnie od przyjętej definicji nowych mediów, analizując działania public relations warto przywołać słowa «PR jest o ludziach, nie o narzędziach», aby więc zobaczyć możliwości wykorzystania przestrzeni online w działaniach PR, należy obserwować ją przez pryzmat jednostek i społeczności funkcjonującej w jej obszarze. Słowa komunikować się «z», nie «do» zmieniają perspektywę realizowanych strategii, a oczywistym staje się komunikowanie z otoczeniem oparte na dialogu. Dialog zaś może być początkiem budowania lojalności i wiarygodności organizacji, tworzeniem przestrzeni dla zaufania, konsekwentną pracą nad wizerunkiem, zbudowanym na stabilnej podstawie.  
Obserwując działania organizacji w przestrzeni nowych mediów, na szczególna uwagę zasługują media społecznościowe. Ale patrząc dalej, działania public relations osadzone w przestrzeni internetu, umożliwiającej użytkownikom uzupełnienie dotychczas przyjmowanej roli odbiorcy treści, o rolę kreatora treści. Wydaje się, że do tej pory PR nie miał tyle możliwości, aby poprzez konwergencję różnych instrumentów i odpowiednio dobraną strategię stworzyć synergię z odbiorcami wzajemnych relacji. Z drugiej strony w historii nie było narzędzi umożliwiających tak szybką wymianę informacji użytkowników z całego świata w sposób nieograniczony, w ten sposób tworzeniem zagrożeń mogących naruszyć wizerunek organizacji, przedsiębiorstwa lub osoby. Społeczności internetowe pojawiły się w zasadzie wraz z rozpoczęciem wykorzystywania internetu.  
Public relations opiera się na budowaniu pożądanego wizerunku firmy lub osoby i efektywnej komunikacji z otoczeniem z uwzględnieniem sprężenia zwrotnego. Podział ze względu na aktywną lub bierną działalność w wirtualnej rzeczywistości może być kreowaniem wizerunku i prezentowaniem podmiotu w dobrym świetle lub nawiązaniem bezpośredniego kontaktu z publicznościami. Komunikacja bezpośrednia będąca elementem bezpośredniego kontaktu jest aktywną formą prezentowania treści i jest nastawiona na reakcję i wzbudzenie zainteresowania. Celem w tym przypadku nie jest tylko informacja o przedsiębiorstwie, instytucji lub osobie, a pełnienie roli administracyjno-moderatorskiej oceniającej treści, przy jednoczesnym uczestnictwie w działaniach, lecz na wyższym poziomie. Celem jest także zapobieganie nadużyciom wynikającym z wolności słowa w Internecie, reakcji na możliwe ataki zewnętrzne oraz gaszeniem pożarów często wywołanych przez błędną strategie. Bierna postawa pozwala na większą kontrolę prowadzonych działań z zakresu public relations. Polega ona m.in. na prezentowaniu treści w interesujących obszarach ze względu na grupę docelową, artykułów informujących o mocnych stronach i wszelkiego rodzaju audio-wizualnych komponentów zwracających uwagę widza. 

## Narzędzia
Do narzędzi e-PR (inaczej też nazywanego net PR) można zaliczyć:
- własny serwis internetowy[5]
- biuro prasowe online
- blogi
- konferencje prasowe online
- mailingi i newslettery
- elementy marketingu wirusowego
- działania NPRS
- konkursy online
- narzędzia platform VIDEO

## Celee-PR
e-PR (digital public relations) jest przeniesieniem działań z zakresu relacji z otoczeniem do wirtualnej rzeczywistości. Zastosowanie nowych technologii oddziaływania na klienta oraz nauka polegająca na wykorzystaniu istniejących możliwości i wykorzystaniu ich w sposób efektywny. Niezmienne pozostają ogólne funkcje i cele z zakresu tradycyjnego public relations, wykorzystując definicje oparte na doświadczeniu prowadzenia tych działań. Różnice występują w obszarze ich stosowania: metod rozpoznania potrzeb odbiorcy-internauty za pomocą nowych technologii; określenia strategii i polityki działania na rynku internetowym; wyboru narzędzi, dzięki którym oddziaływania na odbiorcę jest celowane - personalizowane; metod kontroli skuteczności i efektywności działań. Tym samym digital public relations to pojęcie bardzo szerokie, wynikające z klasycznej formy i przeniesieniu jej na nowy obszar działań i narzędzi - wirtualnej rzeczywistości i na wszystkich płaszczyznach działań internetowych.
Funkcje e-PR to: informacyjna, pobudzająca, edukacyjna i rozrywkowa. Informacja jest ważnym elementem public relations i wartością dodaną w formie wiedzy o marce, firmie, instytucji lub osobie. Jednym z podstawowych warunków gwarantujących skuteczność informacji jest komunikacja odpowiednio dopasowana do grupy docelowej. Miejscem działań jest Internet i narzędzia digitalowe, uwzględniające sposób publikowanych treści. W porównaniu z innymi obszarami public relations, te prowadzone w internecie cechuje niebywała zmienność. Przyczyną tak dużej dynamiki są sami odbiorcy, mogący wymieniać otrzymane informacje i komentować ich treść. Największym zagrożeniem są sytuacje kryzysowe, bowiem użytkownicy mają możliwość natychmiastowego reagowania na zamieszczane treści. Jest to widoczne szczególnie wśród najmłodszych pokoleń Z oraz Alfa korzystających z mobilnych technologii. Rekordowo szybkie pozyskanie szerokiej publiczności jest trudne, a utrwalenie ich zaangażowania przez wiele lat to już prawdziwa trudność. Szczególnie ważny aspekt stanowi budowanie publiczności oraz dostarczanie internautom aktualnej informacji o działaniach przez narzędzia tradycyjne i internetowe. Funkcja edukacyjna i rozrywkowa pojawia się przede wszystkim w mediach społecznościowych w formie: blogów; grup zrzeszonych pod daną marką; informacji na portalach społecznościowych. Materiały edukacyjne pojawiają się na stronach firmowych, profilach związanych z firmą, instytucją lub osobą.
Głównym celem działania e-PR jest rozpoznawanie potrzeb interesującej nas grupy docelowej internautów na zasadzie zbierania informacji, personalizacji działań opartych o analizowanie danych i sprężenia zwrotnego w nawiązaniu relacji, często za pomocą nowych technologii: automatyzacja marketingu, ang. marketing automation. Dodatkowymi celami są: 
- budowa wizerunku
- budowa społeczności internetowych wokół danego projektu.
- zwiększanie rozpoznawalności marki wśród internautów.
- zwiększenie efektywności działań w wypadku zarządzania kryzysowego.

### Budowa wizerunku
Budowanie profilu marki w internecie to nie tylko inwestycja w najlepsze i najdroższe narzędzia w najpopularniejszych portalach lub współpraca z influencerami i blogerami. Jeżeli zabraknie pomysłu na prowadzenie relacji z internautami i wizji do zbudowania interesującego przekazu, efekt nie będzie zadowalający. Opracowanie głównego motywu, idei z uwzględnieniem szerokiego dostępu do danych o internautach, którzy stają się źródłem prowadzonych działań. Stąd szczególny nacisk na potrzeby grupy docelowej i przyciągnięcie uwagi na standardowe i mniej standardowe treści, uwzględniając nowe technologie;

### Budowa społeczności
Gromadzenie szerokiej publiczności - wykorzystanie potrzeby przynależności lub tworzenie społeczności na rzecz danej firmy, instytucji lub osoby – popularyzatorzy danej marki stają się jej ambasadorami. Lead, czyli jednostka-użytkownik dobrowolnie przekazujący dane kontaktowe jako wyraz zainteresowania marką. Prowadzenie działań digital public relations gwarantuje wysoką elastyczność, lecz zasady komunikacji to ważny aspekt kontroli nad użytkownikami. Monitorowanie i śledzenie naszej publiczności oraz zaawansowane narzędzia digitalowe umożliwiają takie działania. Jednak w świecie wirtualnym, szybkich informacji, konkurencji na rynku światowym, trudno jest nakłonić odbiorcę do lojalności;

### Zwiększenie rozpoznawalności marki
Potrzeba komunikacji z internautami oraz pozyskiwanie sprężenia zwrotnego, ang. feedback. Trzeci cel to kwestia możliwości pomiaru wpływu działań komunikacyjnych w danym serwisie i wzmocnienie wizerunku marki w umyśle odbiorców. Należy brać tu pod uwagę szereg mierników – od danych statystycznych i analitycznych udostępnianych przez poszczególne platformy, przez efektywność działań public relations, czy dodatkowe zewnętrzne badania wizerunkowe, przeprowadzone przez analizę danych przy pomocy programów analitycznych;

### Zwiększenie efektywności zarządzania kryzysowego
Zwiększanie efektów działań w poprawie satysfakcji odbiorców, szczególnie w sytuacjach kryzysowych. Jeżeli marka przeniesie założenia public relations na płaszczyznę internetu, zbuduje społeczność dialogu i otwartości, nie można zapomnieć o tym, że przede wszystkim ma to służyć celom biznesowym marki, a niekoniecznie być samodzielnym działaniem marketingowym. Pamiętając, że online oznacza konsekwentnie publikowane treści, atrakcyjne i angażujące publiczność. Specyfika komunikacji wirtualnej to zasięg internetu, który powoduje ciągłą aktywność użytkowników w różnych strefach czasowych. Rozmowę, zabawa czy inne formy aktywności przy jednoczesnej konieczności szybkiej reakcji na sytuacje kryzysowe 24-godziny na dobę to konsekwencja bycia online. Strategia działań komunikacyjnych w internecie powinna być spójna z przyjętymi założeniami komunikacji w innych obszarach (działań marketingowych i reklamowych offline i online) i dążyć do wzajemnego wsparcia dzięki synergii komunikacyjnej.

## E-PRjako część zintegrowanej komunikacji w Internecie
Public relations w związku z wciąż rozwijającymi się narzędziami komunikacji w Internecie i możliwością oddziaływania za ich pomocą na publiczność wymaga stosowania koncepcji zintegrowanej komunikacji marketingowej. Synergia powinna odbywać się na poziomie tradycyjnych narzędzi jak wizja, misja, główne założenia public relations oraz promotion mix i marketingu mix. Wzrosło również wykorzystanie działań marketingowych w mediach społecznościowych, które są częścią Web 2.0 na zasadzie interakcji, czyli feedbacku przez użytkowników wirtualnej rzeczywistości. Digital public relations to jeden element z rozwiązań internetowych z zakresu komunikacji z odbiorcą. Skuteczna relacja z marką powinna odbywać się na wielu płaszczyznach w tym coraz częściej wirtualnych dzięki powszechnej dostępności i informatyzacji społeczeństwa. To spójne pod względem treści informacje, celowane w spersonalizowaną grupę docelową. Zatem zintegrowana komunikacja internetowa może być definiowana jako przekaz do użytkowników Internetu, będąc częścią narzędzi ZKM. Wybranie odpowiednich kanałów komunikacji w oparciu o personę lub ogólną grupę docelową to spersonalizowane social media. Tworząc zintegrowaną komunikacje internetową, należy pamiętać, że w zależności od wybranych form komunikacja będzie bardziej lub mniej skuteczna. „Jest to ewolucyjne podejście do przestrzeni internetowej i obecnych w niej uczestników - tworzenie takich środowisk internetowych, w których następowałoby nie tylko skupianie użytkowników Internetu, ale także budowanie społeczności wirtualnych opartych na wiedzy oraz modyfikowanie i rozwijanie serwisów zgodnie z preferencjami internautów (personalizacja treści). Cechami charakteryzującymi Web 2.0 są: interaktywność, funkcjonalność (rozwiązania przyjazne użytkownikom), możliwości multimedialne i interakcyjne, duże zainteresowanie i popularność stron WWW oraz współtworzenie treści przez internautów. Inne cechy to: możliwość nawiązywania kontaktów, łamanie istniejących zasad, partycypacja informacji, kreatywność oraz szybkość realizacji pomysłów. Wobec powyższego, działania s-marketingu muszą być dopasowane do specyfiki działań social mediów, gdzie największe znaczenie mają informacja i interakcja”. 